# Jean Moulin (Leichtathlet)
Jean Moulin (geb. 15. März 1905 in Luxemburg; gest. 2. Oktober 1988  in Nesselwang) war ein luxemburgischer Kurzstreckenläufer.
Er vertrat Luxemburg bei den Olympischen Sommerspielen 1928 in Antwerpen. Er schied bei den 100- und 200-Meter-Läufen jeweils in den Vorläufen aus.